# 達德利 (北卡羅萊納州)
達德利（英語：Dudley）是位於美國北卡羅萊納州韋恩縣的普查規定居民點。

## 人口
根據2020年美國人口普查的數據，達德利的面積為7.16平方千米，當中陸地面積為7.15平方千米，而水域面積為0.01平方千米。當地共有人口826人，而人口密度為每平方千米115.36人。